# Pelastoneurus basilewskyi
Pelastoneurus basilewskyi är en tvåvingeart som beskrevs av Vanschuytbroeck 1964. Pelastoneurus basilewskyi ingår i släktet Pelastoneurus och familjen styltflugor.
Artens utbredningsområde är Kongo. Inga underarter finns listade i Catalogue of Life.